# ゲルラ
ゲルラ（ルーマニア語: Gherla）は、ルーマニアのトランシルヴァニア地方、クルジュ県にある都市。ハンガリー語名はサモシューイヴァール (Szamosújvár) またはエルメーニヴァーロシュ (Örményváros)、アルメニア語名はハヤカガク (Հայաքաղաք、Hayakaghak) 、ドイツ語名はノイシュロス (Neuschloss) またはアルメニエルシュタット (Armenierstadt) である。クルジュ＝ナポカから45km、ソメシュル・ミク川に面し、人口は2万4083人である。
ゲルラの域内にはバイツァ（旧称キラウ、ハンガリー語名ケーレ）、シリヴァシュ（ハンガリー語名ヴィジュジルヴァーシュ）、ハシュダーテの3つの村がある。

## 歴史
1291年にGherlahida（スラヴ諸語で「浅瀬」を意味するgrleからと考えられる）村として初めて歴史上に登場した。アルメニア語ではハヤカガクと、中世ラテン語やギリシャ語ではアルメノーポリス (Armenopolis) と、ドイツ語ではアルメニエルシュタットとそれぞれ呼ばれた。オーストリア＝ハンガリー帝国治下では「ソメシュ川の新しい町」という意味のサモシューイヴァールが正式名になり、ソルノク＝ドボカ県に属した。1940年から1944年にもハンガリー王国の一部となった。
現在の市街は18世紀初頭にアルメニア人によって建設された。彼らは1650年以後にクリミアやモルダヴィアからトランシルヴァニアに移り住んできたキリキア・アルメニア王国のディアスポラの子息であった。アルメニア・カトリック教会のオセンディウス・ヴァルザレスク司教の2年間にわたる運動の後、彼らアルメニア人はアルメニア教会からアルメニア・カトリックに改宗した。
ローマ・カトリックのアルメニア系ゲルラ代理司教区やギリシャ・カトリックのクルジュ＝ゲルラ教区（ブラジ）に居を構えたアルバ・ルリアおよびファガラシュ＝ブラジ大司教の属司教）の中心都市で、中心街には三位一体アルメニア系大聖堂が建つ。中心的なアルメニア・カトリックの教会は1792年に建てられた。ギリシャ・カトリック教区は1853年11月26日の教皇勅書により新設され、初代司教にはヨアン・アレクシが就いた。
この地に建てられたハプスブルク君主国の要塞は1785年に監獄となり、共産体制下では政治犯が収容された。今日でも国内有数の厳重なセキュリティを誇る、ルーマニア第二の刑務所である。
ニクラ村のニクラ修道院への道中にあることから、ルーマニア正教会の巡礼者がよく訪れる。

## 人口動態
2002年国勢調査によると、この都市には2万4083人が住んでいた。その内訳は次の通り。
- ルーマニア人 - 1万9243人 (79.9%)
- ハンガリー人 - 4086人 (17.0%)
- ロマ - 657人 (2.7%)
- その他 - 97人 (0.4%)
  - アルメニア人31人、ドイツ人30人など